# MMArena
O MMArena é um estádio localizado em Le Mans, na França, tem capacidade para 25.064 pessoas, é a casa do Le Mans FC. O estádio foi inaugurado em 2011 em substituição ao Stade Léon-Bollée, está dentro do Circuito de la Sarthe, onde é disputado as 24 Horas de Le Mans adjacente à reta Mulsanne ao lado do Circuito Bugatti.